# Plateau de Levier
Le plateau de Levier, aussi appelé second plateau du Doubs, est un plateau du massif du Jura situé dans le département français du Doubs, en Bourgogne-Franche-Comté.

## Géographie

### Situation
Le plateau de Levier, du nom de la ville principale, est un plateau de moyenne montagne, de type karstique, couvrant  environ 335 km2. Il est long de 30 km, d'orientation générale NNE-SSO, avec une largeur moyenne de 12 km. Son altitude varie entre 600 m et 900 m. Il fait partie du second ensemble de plateaux du massif jurassien ; il est délimité par le faisceau de Syam à l'ouest, par le faisceau salinois au nord-ouest, par le faisceau du crêt Monniot à l'est et par la Haute-Chaîne au sud-est. Le plateau de Levier est prolongé au sud (dans le département du Jura), par celui de Nozeroy, d'où l'appellation de Levier-Nozeroy donnée à l'ensemble.

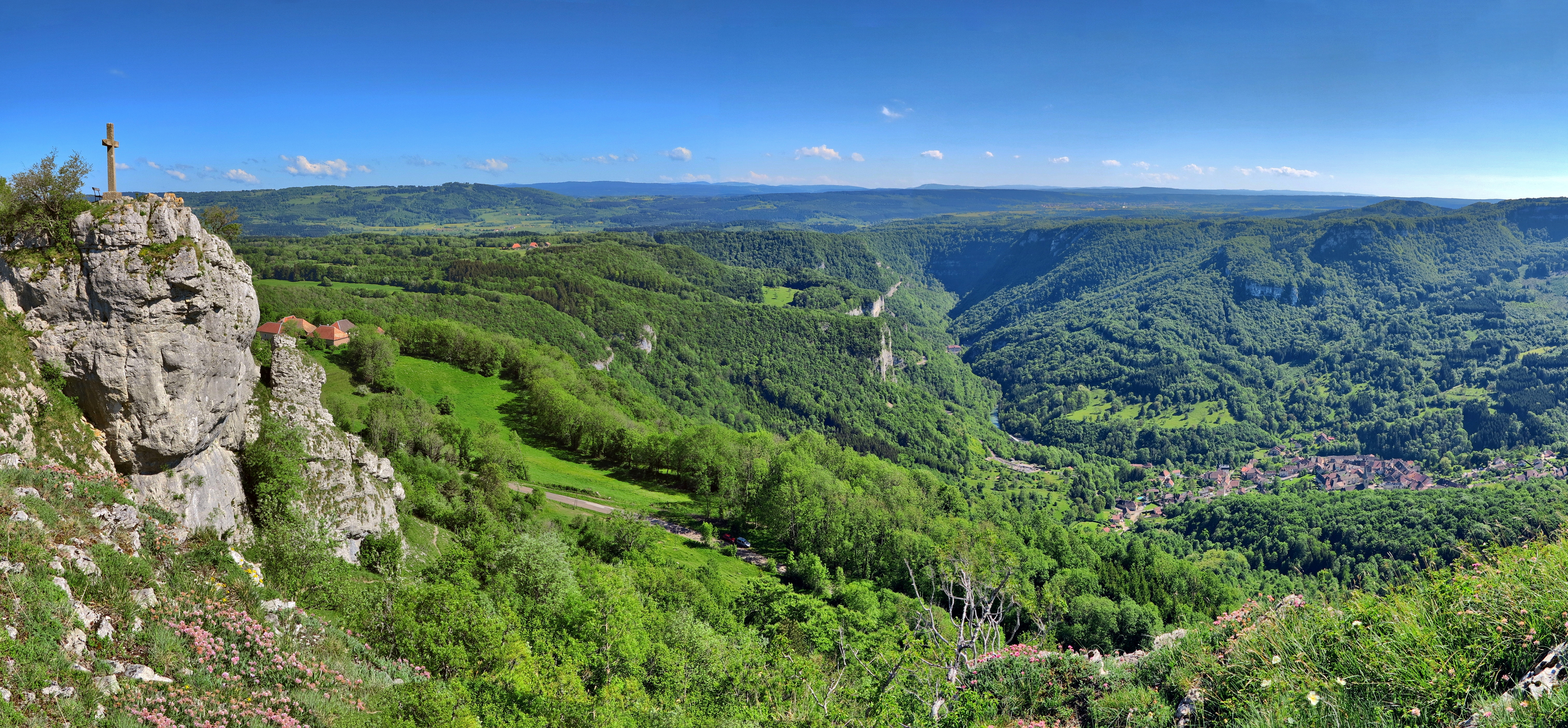
Panorama sur le plateau de Levier et les gorges de Nouailles.
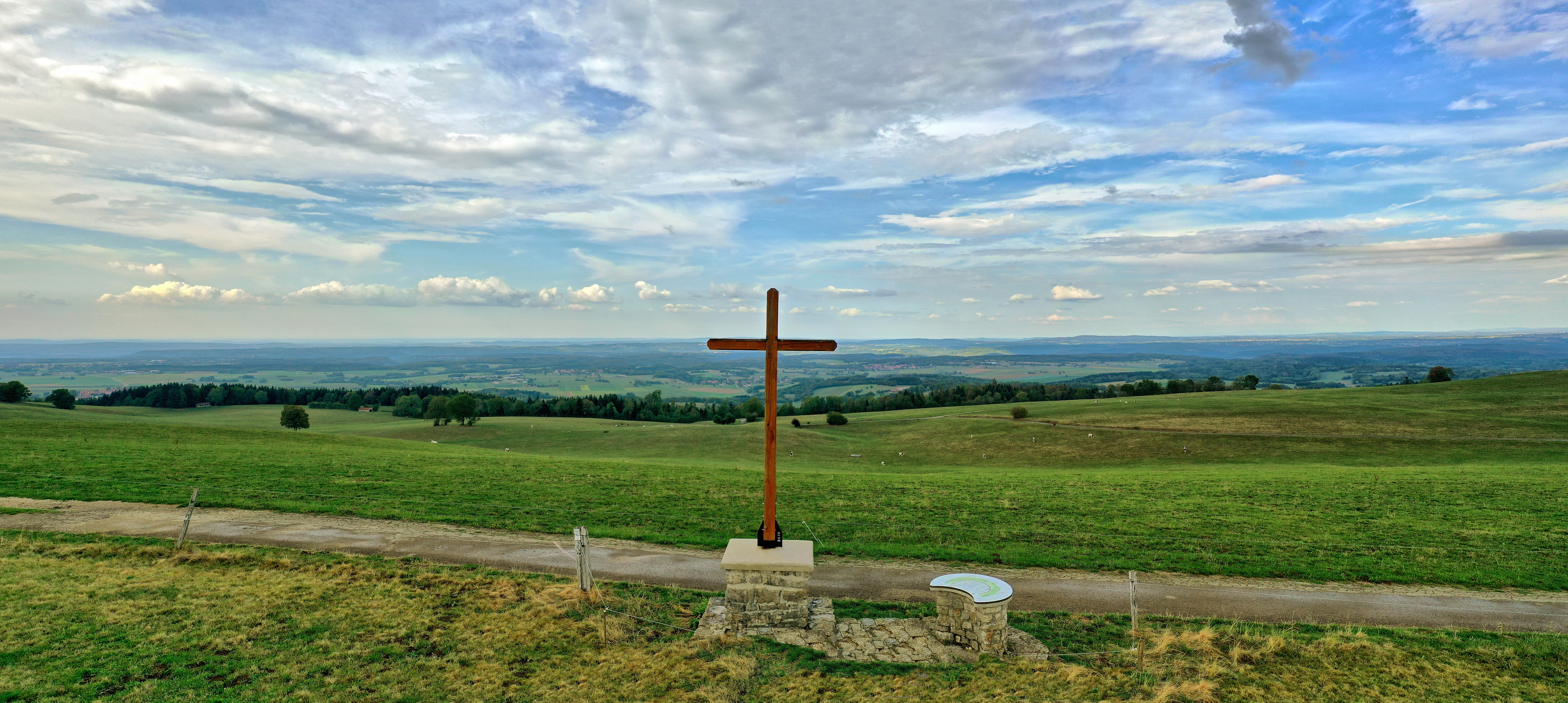
Panorama depuis le plateau de Levier (belvédère du Temps à Reugney) vers le premier plateau.

### Approche paysagère
Un atlas des paysages du Doubs a été établi par le Conseil départemental d'architecture, d'urbanisme et de l'environnement (CAUE). Le département y est découpé en 10 unités paysagères, dont celles des premier et second plateau. Ce dernier couvre en fait l'ensemble de ce qu'il est convenu d'appeler le Haut-Doubs, à l'exception de sa partie sud (canton de Mouthe, sud du canton de Pontarlier et est de ceux de Montbenoit et Morteau) qui constitue une autre unité : la « montagne plissée ». Dans l'unité « second plateau », trois sous-unités sont présentées comme des plateaux : Levier, Frasne et Charmoille.

### Géologie
Le plateau de Levier présente en surface essentiellement des calcaires du Jurassique supérieur affectés de faibles pendages mais très fissurés. C'est donc une région karstique présentant une forte infiltration des eaux.
Le réseau hydrographique est inexistant hormis la source de la Loue qui jaillit au cœur d'une reculée profonde, les gorges de Nouailles, creusée dans les calcaires du Jurassique supérieur.